# SN 2010ee
SN 2010ee – supernowa typu II odkryta 14 czerwca 2010 roku w galaktyce UGC 8652. W momencie odkrycia miała maksymalną jasność 19,00m.